# خمس
خُمس (به زبان عربی به معنای «یک پنجم») یکی از انواع مالیات‌های اسلامی است که به منظور، رفع مشکلات مالی امت اسلامی و تقویت بنیه مالی حکومت اسلامی در جهت رفع نیازهای امت اسلامی وضع شده است.

## خمس در قرآن
قرآن تنها یک بار نام خمس را ذکر می‌کند. قرآن در سوره انفال آیه ۴۱ می‌گوید:
«وَ اعْلَمُوا أَنَّما غَنِمْتُمْ مِنْ شَیْءٍ فَأَنَّ لِلّهِ خُمُسَهُ وَ لِلرَّسُولِ وَ لِذِی الْقُرْبی وَ الْیَتامی وَ الْمَساکینِ وَ ابْنِ السَّبیلِ إِنْ کُنْتُمْ آمَنْتُمْ بِاللّهِ وَ ما أَنْزَلْنا عَلی عَبْدِنا یَوْمَ الْفُرْقانِ یَوْمَ الْتَقَی الْجَمْعانِ وَ اللّهُ عَلی کُلِّ شَیْءٍ قَدیرٌ
» بدانید هرگونه غنیمتی به دست آورید، خمس آن برای خدا، و برای پیامبر و نزدیکان و یتیمان و مسکینان و واماندگان در راه است، اگر به خدا و آنچه بر بنده خود در روز جدایی (حق از باطل) روزی که آن دو گروه با هم روبرو شدند نازل کردیم، ایمان آورده‌اید و خداوند بر هر چیزی تواناست.

## تفاوت خمس و زکات
تفاوت خمس و زکات در ماهیت دخل و خرج آنها است، ماهیت دخل کلا متفاوت بوده و در مبحث خرج، اشتراکاتی دارند، با توجه به گستردگی مبحث و تفاوت نظر أهل تسنن و تشیع، عزیزان به منابع مربوطه مراجعه کنند.
به عقیدهٔ ویلفرد مادلونگ سهم خویشاوندان پیامبر از غنیمت و فیء، برحسب روایات بسیاری در کتب حدیث، جبرانی برای استثناء کردن آنان از دریافت صدقه و زکات بود.

## در شیعه
به اعتقاد شیعیان هر درآمدی که بیشتر از خرج سالیانه باشد (اگر سال خمسی را مشخص کرده باشد وگرنه درآمد روزانه را باید حساب کند)، غنیمت جنگی و چند مورد دیگر خمس به آن تعلق می‌گیرد و دادن خمس واجب است (البته احکام آنچه که به ان خمس تعلق می‌گیرد گسترده‌تر از این است) شیعیان معتقدند با توجه به معنای خمس در عربی فصیح (عربی قرآنی یا کلاسیک) و متون قدیمی، غنیمت به مفهوم ماحصل کار و تلاش آمده است.
محمد محمدی ری‌شهری در درس خارج فقه خود روایات زیادی را معرفی می‌کند که دال بر حلال شدن خمس بر شیعیان است که با وجوب پرداخت آن تنافی دارند، از نظر وی، این روایات چالشی‌ترین بحث میان شیعیان و اهل سنت شده است.
او تعداد روایات تحلیل خمس ارباح مکاسب در زمان غیبت را دوازده روایت می‌داند.
او نظر خویی،
بروجردی،
سبحانی
و محقق داماد
را دربارهٔ این احادیث بیان می‌کند. به نظر ری‌شهری اجماع فقهای شیعه بر عدم تحلیل مطلق خمس در زمان غیبت باعث شده است این روایات مورد تبیین و توجیه قرار گیرند؛ البته روش فقها در برخورد با این روایات متفاوت است.

## تاریخچه پیدایش خمس در شیعه
بگفته موسی موسوی اصفهانی: … در زمان خلافت عباسیان پدیدار گشت، یعنی زمانی که سلطه حاکم، برای مذهب اهل بیت مشروعیت قایل نبود، و در نتیجه فقهای آنان را نیز قبول نداشت تا به آنان حقوق و مواجبی پرداخت کند، و شیعه نیز تا آن تاریخ به معنای مذهبی، اجتماعی و تماسکی نداشتند تا فقهای خود را از لحاظ مادی فراهم و تأمین کنند، و در نتیجه بهترین تضمین برای معالجه عجز و ناتوانی مادی فقهاء و طلاب علوم دینی شیعه در آن زمان، تفسیر «غنیمت» به «نفع کسب و کار» بود، و این بدین معنی نیست که شیعه هرگز جهت تأمین فقهاء و طلاب علوم دینی خود چارهای نیاندیشیده است… سپس این فتوا نیز توسط علما صادر شد که این خمس نفع کسب و کار که حق امام غایب است باید به مجتهدین و فقهایی که در زمان غیبت جای امام را پر می‌کنند پرداخته شود. و این چنین بود که این سنت در مجتمع شیعه قرار و تمکین یافته و در همه جا به جمع‌آوری اموال شیعه پرداخت. و بسیاری از شیعیان حتی تا به امروز این مالیات را به مراجع دینی خود پرداخت می‌کنند.

## اعتقاد اهل سنت
به اعتقاد اهل سنت خمس فقط به غنیمت جنگی تعلق می‌گیرد. علمای تسنن معتقدند که واژه غنیمت در قرآن فقط به معنای دستاوردهای جنگی است و گرفتن خمس مکاسب نامشروع است.